# Azione di Earnside
L'azione di Earnside venne combattuta nel settembre del 1304 tra le forze reali scozzesi guidate da William Wallace e l'esercito reale inglese guidato dal conestabile di Dundee.
Il luogo esatto in cui si svolse l'azione è ad oggi incerto: le cronache contemporanee descrivono il luogo col nome di "Yrenside", tradotto in inglese contemporaneo come "Earnside" che potrebbe indicare per l'appunto un insediamento o un punto sulle rive del fiume Earn. Ad ogni modo altri storici hanno tradotto il nome come "Ironside" il che potrebbe fare riferimento ad Ironside Hill, effettivamente esistente nelle Sidlaw Hills. Nelle cronache si ricorda anche che William Wallace fosse a capo dell'esercito scozzese impegnato nello scontro e che questi fosse inseguito dal conestabile di Dundee. Quel che si sa dello scontro è che esso fu probabilmente di bassa portata, coinvolse pochi uomini e fu probabilmente dettato dalla necessità per Wallace di bloccare i nemici che lo seguivano, battendoli e costringendoli alla fuga.